# Сура Ад-Духан
Сура Ад-Духан (араб. سورة الدخان‎) або Дим — сорок четверта сура Корану. Мекканська, містить 59 аятів.